# It Is Time for a Love Revolution
It Is Time for a Love Revolution é o oitavo álbum de estúdio do cantor Lenny Kravitz, lançado em 5 de fevereiro de 2008. No álbum estão presentes quatorze faixas inéditas todas elas compostas, arranjadas e produzidas pelo próprio cantor.

## Faixas
Todas as faixas por Lenny Kravitz, exceto onde anotado.
1. "Love Revolution" (Lenny Kravitz, Craig Ross) – 3:14
2. "Bring It On" – 3:35
3. "Good Morning" (Kravitz, Tony LeMans) – 4:17
4. "Love Love Love" (Kravitz, Ross) – 3:21
5. "If You Want It" (Kravitz, Ross) – 5:08
6. "I'll Be Waiting" (Kravitz, Ross) – 4:19
7. "Will You Marry Me" (Kravitz, Ross) - 3:44
8. "I Love the Rain" – 4:44
9. "A Long and Sad Goodbye" (Kravitz, Ross) – 5:58
10. "Dancin' Til Dawn" (Kravitz, Ross) – 5:09
11. "This Moment Is All There Is" – 5:07
12. "A New Door" – 4:39
13. "Back in Vietnam" – 3:45
14. "I Want to Go Home" – 5:06

### Deluxe Edition Bonus DVD
1. It Is Time For A Love Revolution Intro (Entrevista)
2. Let Love Rule (DTS Video)
3. Mr. Cab Driver
4. I'll Be Waiting (Entrevista)
5. It Ain't Over 'Til It's Over
6. Are You Gonna Go My Way Way
7. If You Want It (Entrevista)
8. Rock and Roll Is Dead (5.1 Surround Video)
9. A Long And Sad Goodbye (Entrevista)
10. Fly Away
11. Lady
12. A Love Revolution (Entrevista)
13. Where Are We Runnin'?

## Desempenho nas paradas
Álbuns